# Colletes laticinctus
Colletes laticinctus är en biart som beskrevs av Timberlake 1951. Colletes laticinctus ingår i släktet sidenbin, och familjen korttungebin. Inga underarter finns listade i Catalogue of Life.